# اورلیانو تورس
اورلیانو تورس (انگلیسی: Aureliano Torres؛ زادهٔ ۱۶ ژوئن ۱۹۸۲) یک بازیکن فوتبال اهل پاراگوئه است.
وی همچنین در تیم ملی فوتبال پاراگوئه بازی کرده‌است.